# Schalk Brits

a Compétitions nationales et continentales officielles uniquement.

b Matchs officiels uniquement.
Dernière mise à jour le 12 mai 2023.
Schalk Brits, né le 16 mai 1981 à Empangeni (Afrique du Sud), est un joueur de rugby à XV international sud-africain évoluant au poste de talonneur.
En club, il commence sa carrière au niveau provincial en 2002 avec la Western Province, avant de rejoindre les Golden Lions en 2004, puis de faire son retour avec la Western Province en 2006. Il commence en Super 12 avec les Cats en 2005, puis rejoint la franchise des Stormers l'année suivante. En 2009, il décide de s'expatrier en Angleterre, et rejoint les Saracens, avec qui il joue pendant neuf saisons, remportant de nombreux titres. Il annonce la fin de sa carrière de joueur en juin 2018, mais décide ensuite de rejouer une dernière saison dans son pays natal avec les Bulls en 2019.
Au niveau international, il débute avec les Springboks en 2008. Devant faire face à une très importante concurrence à son poste, il n'obtient que 15 sélections jusqu'à la fin de sa carrière internationale en 2019. Durant cette période, il participe à deux Coupes du monde, remportant l'édition 2019.
Schalk Brits est connu pour son style de jeu inhabituel pour un talonneur, basé sur la vitesse et l'évitement.

## Carrière

### En club

#### Formation et début de carrière à la Western Province (jusqu'en 2003)
Schalk Brits commence à jouer au rugby à XV à l'âge de six ans dans la ville de Mossel Bay où il grandit. À l'adolescence, il rejoint le lycée du Paul Roos Gymnasium à Stellenbosch, où il poursuit sa formation rugbystique. En 1999, il participe à la Craven Week. Après avoir terminé le lycée, il rejoint l'Academy (centre de formation) de la Western Province, tout en continuant en parallèle ses études à l'université de Stellenbosch. Il représente l'équipe de l'université, les Maties, dans le championnat universitaire sud-africain.
Avec la Western Province, il joue avec les équipes de jeune pendant plusieurs années, représentant notamment l'équipe des moins de 21 ans lors du championnat provincial junior en 2002,
Il commence sa carrière professionnelle au début de l'année 2002 en Vodacom Cup,. Plus tard la même année, il fait partie de l'effectif retenu pour disputer la Currie Cup, mais ne joue aucun match, malgré sa présence sur le banc des remplaçants à deux reprises. En novembre 2002, il est retenu au sein de l'effectif élargi des Stormers pour préparer la saison 2003 de Super 12. Il ne sera cependant pas retenu dans l'effectif définitif.
En 2003, il s'impose avec sa province en Currie Cup, mais n'obtient toujours pas de perspective de carrière en Super 12.

#### Débuts en Super 12 à Johannesbourg (2004-2005)
Souhaitant lancer véritablement sa carrière, Schalk Brits décide de quitter la Western Province à la fin de l'année 2003 et rejoint les Golden Lions, basés à Johannesbourg,. À son arrivée, il se blesse lors d'un match avec les Renegades (une sélection de joueurs sud-africains sans contrat en Super 12), ce qui l'empêche de briguer par la suite une place avec la franchise des Cats,. Il dispute toutefois la Vodacom Cup avec les Golden Lions, et il est titulaire lors de la finale remportée face aux Blue Bulls. Il joue ensuite la saison 2004 de Currie Cup, et s'impose comme le premier choix de son équipe au poste de talonneur,.
Après sa première saison complète au niveau provincial, il est retenu au sein de l'effectif des Cats pour la saison 2005 de Super 12. Il joue son premier match dans cette compétition le 26 février 2005 contre les Bulls,. Il joue onze matchs lors de sa première saison, dont huit titularisations. Devançant dans la hiérarchie des talonneurs le vétéran Naka Drotske, il se fait remarquer lors de la saison par la qualité de ses performances, au point d'être considéré comme un candidat possible à la sélection nationale,.
Plus tard en 2005, il dispute une deuxième saison de Currie Cup avec les Golden Lions, avant d'annoncer son retour à la Western Province à la fin de l'année.

#### Retour au Cap et affirmation aux Stormers (2006-2009)
Après deux années avec les Golden Lions, Schalk Brits se réengage avec la Western Province en 2006,. Il est retenu dans l'effectif des Stormers pour la saison 2006 de Super 14,. Il rejoint alors un effectif où il doit faire face à la concurrence du Springbok Hanyani Shimange et de l'australien Huia Edmonds,. Finalement, grâce à de bonnes performances, il se partage le poste avec Shimange, débutant neuf matchs sur quatorze. Il est même capitaine à l'occasion d'un déplacement aux Chiefs, en remplacement du capitaine habituel De Wet Barry.
Avec la Western Province, il fait partie du groupe disputant la saison 2006 de Currie Cup. Néanmoins, sa participation à la compétition reste limitée à quatre matchs à cause d'une blessure au genou,.
Lors de la saison 2007 de Super 14, il continue de se montrer performant et débute la majorité des matchs de son équipe, devançant le nouvellement arrivé Tiaan Liebenberg,. Il maintient son avance sur la concurrence lors de la saison suivante, et continue d'être le titulaire au talon,.
En 2008, lors de la saison de Currie Cup, il joue plusieurs matchs au poste de troisième ligne centre, afin de compenser l'absence de plusieurs joueurs, ainsi que pour laisser le poste de talonneur au prometteur Deon Fourie,.
L'année suivante, il est toujours le titulaire indiscutable au talon avec les Stormers au début de la saison 2009. Néanmoins, après le retour au club de Liebenberg en cours de saison, il lui cède sa place jusqu'à la fin de la compétition,. En mai 2009, il annonce son départ des Stormers à la fin de la saison, après quatre saisons passées avec la franchise du Cap.

#### Exil réussi aux Saracens (2009-2017)

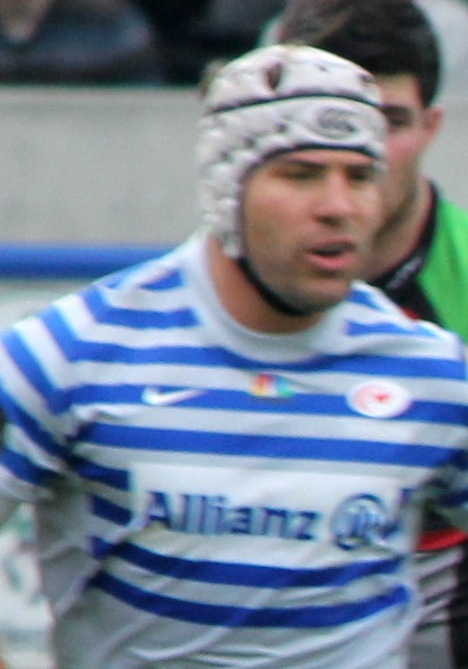
Schalk Brits avec les Saracens en septembre 2013.

Schalk Brits s'engage avec le club anglais des Saracens, évoluant en Premiership, à partir de la saison 2009-2010,. Il fait le choix de ce club en partie grâce à sa forte présence sud-africaine, avec l'entraîneur Brendan Venter ainsi que onze joueurs tels que Neil de Kock, Derick Hougaard ou Brad Barritt,.
Il joue son premier match avec les Sarries le 5 septembre 2009 contre les London Irish. Il s'impose immédiatement comme un titulaire indiscutable au talon, et démarre dix-neuf des vingt-quatre matchs de championnat qu'il dispute. Il produit des performances remarquées, dans son style spectaculaire habituel, et inscrit neufs essais toutes compétitions confondues,. À la fin de sa première saison, son club parvient jusqu'en finale de Premiership, où ils s'inclinent face aux Leicester Tigers. Brits voit cependant sa bonne saison couronnée par l'obtention du titre de meilleur joueur de l'année, décerné par la Rugby Player Association, l'association anglaise des joueurs professionnels. Il prolonge dans la foulée son contrat pour une plus longue durée.
La saison 2010-2011, après une nouvelle saison réussie, Brits et les Saracens remporte le championnat national, après un remake de la finale de la saison précédente. Auteur d'un grand match, il se voit récompensé par le titre d'homme du match. Il est également en lice pour le titre de meilleur joueur de la saison, mais est finalement devancé par le joueur de Northampton Tom Wood.
Après la fin de sa deuxième saison aux Saracens, il est prêté à court terme à son ancienne équipe des Stormers en Super Rugby. La franchise du Cap connaît en effet plusieurs blessures en troisième ligne, avec notamment Duane Vermeulen et Siya Kolisi, au moment de disputer la demi-finale de la compétition face aux Crusaders. Brits est aligné comme remplaçant à ce poste inhabituel pour lui lors de la rencontre. Il entre en jeu en début de deuxième mi-temps, en remplacement de Schalk Burger, mais ne peut empêcher la défaite de son équipe.
De retour au Saracens après sa pige en Afrique du Sud, il continue d'être un taulier du club londonien lors des deux saisons suivantes, malgré l'arrivée de l'ancien capitaine sud-africain John Smit et l'émergence de Jamie George,,. Sa prééminence pousse même Smit à jouer au poste de pilier. En février 2012, il prolonge son contrat avec les Saracens pour trois nouvelles saisons.
Lors de la saison saison 2013-2014, il se partage le poste équitablement avec George, qui est désormais considéré comme l'un des meilleurs joueur anglais à son poste,. Brits reste néanmoins titulaire pour la phase finale de la compétition, et dispute l'intégralité de la finale, perdue après prolongations face à Northampton. Il est également titulaire lors de la défaite de son club en finale de Coupe d'Europe face au RC Toulon.
En 2014-2015, il ne joue que huit matchs après avoir été écarté des terrains pendant la majorité de la saison à la suite d'une blessure au genou,. Il dispute néanmoins en tant que remplaçant la finale de Premiership que son équipe remporte face à Bath.

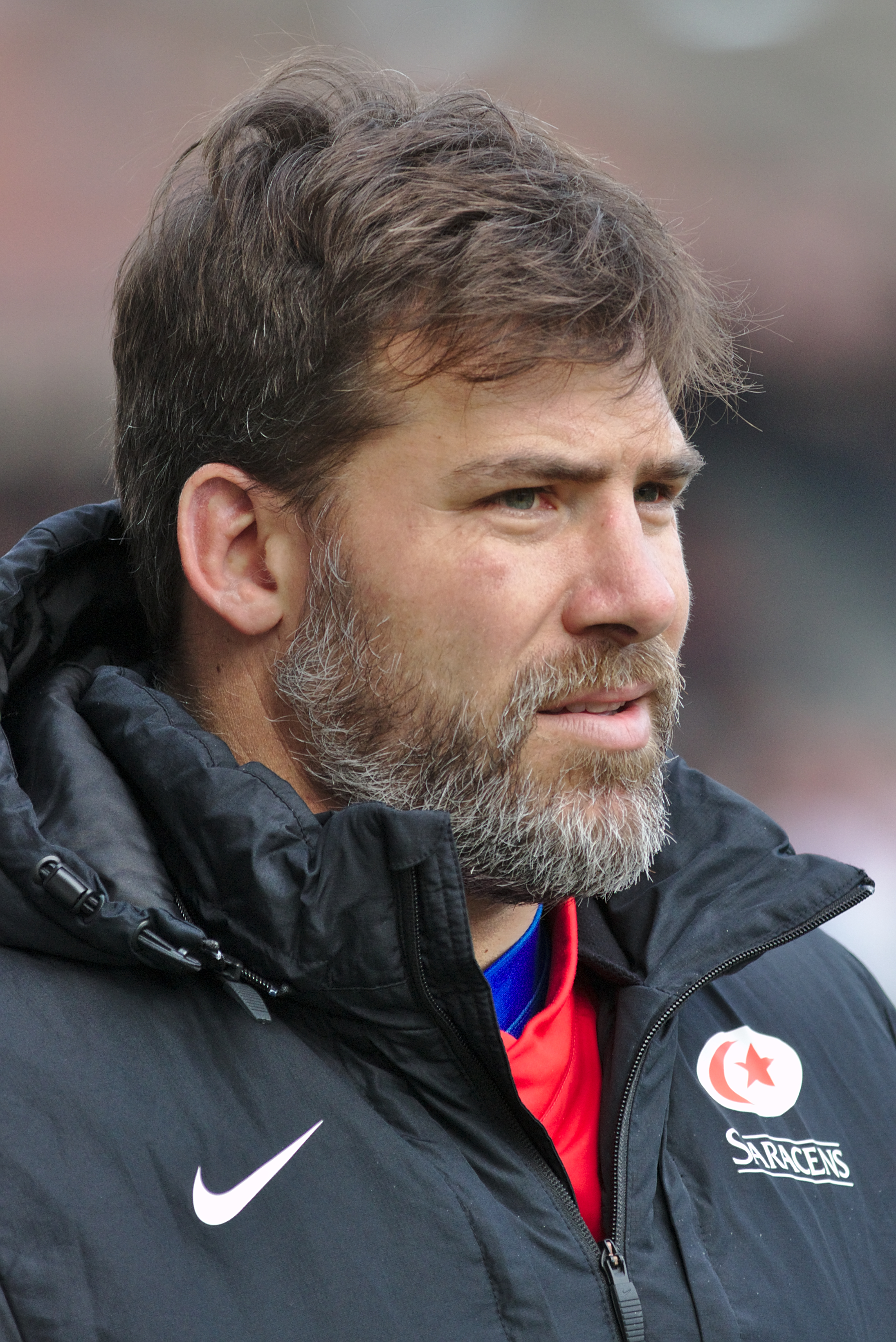
Schalk Brits lors d'un match de Coupe d'Europe face à Oyonnax en 2015.

La saison suivante, il retrouve du temps de jeu régulier malgré son âge avancé, et la concurrence accrue de George. En février 2016, il écope d'un carton rouge et de trois matchs de suspension, après avoir frappé au visage le pilier de Gloucester Nick Wood. En fin de saison, il est préféré à Jamie George lors des deux finales que remporte son club : en championnat face à Exeter et en Coupe d'Europe face au Racing 92,.
Alors qu'il est âgé de 36 ans, il continue de se montrer performant lors de la saison 2016-2017,. Il dispute vingt-deux matchs lors du championnat, dont plus de la moitié comme titulaire. Il est le remplaçant de George lors du second sacre européen d'affilée de son équipe, face à Clermont. Alors qu'il envisage de prendre sa retraite de joueur au terme de cette saison, il en est finalement disuadé par son entraîneur Mark McCall, qui le convainc de poursuivre une saison de plus.
Lors de la saison saison 2017-2018, pour ce qui est sa dernière campagne avec les Sarries avant sa retraite annoncée, il continue d'être régulièrement aligné et fait toujours montre de ses qualités,. Il continue d'être la doublure privilégiée de Jamie George, malgré le recrutement de l'international français Christopher Tolofua. Par ailleurs, il marque sept essais en quatorze matchs de championnat, ce qui est son meilleur total depuis sa première saison à Londres. Il dispute son dernier match avec les Saracens le 26 mai 2018, lors de la finale du championnat remportée face à Exeter à Twickenham,.
Schalk Brits quitte les Saracens après 216 matchs disputés, et 37 essais inscrits. Lors de son passage, il a disputé un total de neuf finales, remporté quatre fois la Premiership, et deux fois la Coupe d'Europe. Par son niveau de jeu, et son influence dans les progrès des Saracens, il est considéré comme l'une des meilleures recrues étrangères du club, et comme l'un des meilleurs « import » du rugby anglais en général,,.

#### Dernier défi aux Bulls (2019)
En juin 2018, deux semaines à peine après l'annonce de sa retraite de joueur à la suite de son départ des Saracens, Schalk Brits est convaincu par le sélectionneur des Springboks Rassie Erasmus de poursuivre sa carrière. Il annonce en octobre 2018 son retour chez son ancienne équipe des Stormers en vue de la saison 2019 de Super Rugby. Cependant, à la suite de problèmes financiers, le transfert est finalement annulé,. Finalement, il s'engage pour une saison avec les Bulls de Pretoria, au sein du même championnat.
Il dispute son premier match sous ses nouvelles couleurs le 16 février 2019 contre les Stormers. Lors de la saison, Brits apporte son expérience au groupe, et encadre les talonneurs comme Johan Grobbelaar ou Jacobus Visagie,. En dépit de son âge, il dispute onze matchs lors de la saison, tous en tant que titulaire, et produit de bonnes performances,. Toutefois, sa saison est entachée de la suspension de quatre semaines consécutive à son carton rouge reçu lors du match face aux Sharks, après une bagarre avec son vis-à-vis Akker van der Merwe,.
Il annonce la fin définitive de sa carrière de joueur en novembre 2019, à l'âge de 38 ans et après dix-huit saisons à haut niveau.

### En équipe nationale
Schalk Brits joue avec l'équipe d'Afrique du Sud scolaire (moins de 18 ans) en 1999.
En 1999 et 2000, il représente la sélection sud-africain des moins de 19 ans, et dispute les Championnats du monde FIRA disputés lors de ces deux années. En 2002, alors qu'il doit jouer avec l'équipe des moins de 21 ans, il se blesse à la cheville à la cheville, ce qui lui fait manquer la Coupe du monde de cette catégorie.
En 2004, il représente l'équipe d'Afrique du Sud A à l'occasion d'une tournée en Argentine,.
Entre 2005 et 2007, la qualité de ses performances avec les Stormers attirent l'attention des médias sud-africain, qui voient en lui un potentiel au niveau international,. Le sélectionneur sud-africain Jake White déclare néanmoins ne pas être intéressé par son profil,. C'est ainsi qu'il manque la Coupe du monde 2007 en France, se voyant préféré John Smit, Bismarck du Plessis et Gary Botha.
En juin 2007, il remporte la Coupe des nations avec les Emerging Springboks, réserve de l'équipe nationale sud-africaine. Il est le capitaine de cette sélection.
Il est sélectionné pour la première fois avec l'équipe d'Afrique du Sud par Peter de Villiers en juin 2008. Il obtient sa première sélection le 21 juin 2008, en tant que remplaçant lors d'un test-match contre l'Italie au Cap,. Par la suite, bien qu'il ait été initialement non-retenu, il fait partie du groupe pour le Tri-nations 2008, en remplacement de John Smit blessé. Il dispute deux matchs lors de la compétition, dont une titularisation contre l'Australie,.
Après ces trois sélections, il ne sera jamais rappelé par De Villiers lors de son mandat malgré ses prouesses avec les Saracens, le considérant comme derrière John Smit, Bismarck du Plessis, Chiliboy Ralepelle, Adriaan Strauss et Bandise Maku (en),.
Il fait son retour en sélection sous Heyneke Meyer en octobre 2012 pour la tournée d'automne en Europe, à la suite d'une blessure de Bismarck du Plessis. Il joue deux matchs comme remplaçant, face à l'Écosse et l'Angleterre,.
Il n'est pas sélectionné en 2013, mais retourne en sélection en juin 2014 pour la série de test-matchs face au pays de Galles. Il joue deux matchs depuis le banc lors de cette série.
En 2014 également, il est sélectionné avec l'équipe d'Afrique du Sud de rugby à sept dans le but de préparer les Jeux du Commonwealth de Glasgow. Cependant, il ne peut participer à la compétition après avoir été retenu contractuellement par son club des Saracens.
L'année suivante, il fait partie du groupe élargi des Springboks pour préparer la Coupe du monde 2015. Il fait ensuite partie de l'effectif disputant Rugby Championship, même s'il ne joue aucun match. malgré cela, il fait tout de même partie du groupe sud-africain choisi pour participer à la Coupe du monde en Angleterre. Sélectionné comme troisième talonneur du groupe derrière Bismarck du Plessis et Adriaan Strauss, il ne dispute que deux matchs de poule comme remplaçant contre les Samoa (où il marque un essai) et les États-Unis.
En juin 2018, alors que sa carrière internationale semblait terminée depuis le mondial 2015, et qu'il vient d'arrêter sa carrière de joueur à l'âge de 37 ans, une discussion avec le sélectionneur Rassie Erasmus le persuade de retarder sa retraite. En effet, l'équipe d'Afrique du Sud est alors touchée par les blessures au poste de talonneur pour la série de test-matchs face à l'Angleterre, et Erasmus souhaite la présence d'un joueur d'expérience comme Brits. Il dispute un match lors de la série, le 23 juin 2018,. Finalement, après ce match, il est convaincu par Erasmus de poursuivre sa carrière un an de plus, avec pour objectif la Coupe du monde 2019 au Japon,.
En 2019, il fait partie du groupe sélectionné pour disputer le Rugby Championship. Il joue deux matchs lors du tournoi, qui sera remporté par son équipe. Il obtient notamment sa deuxième titularisation en sélection lors d'un match face à l'Argentine, et se voit également nommé capitaine pour cette rencontre.
En août 2019, il est officiellement sélectionné au sein du groupe de 31 joueurs pour disputer la Coupe du monde au Japon. Il est le deuxième joueur le plus âgé à participer au mondial, derrière le japonais Luke Thompson, son aîné d'un mois. Sa présence dans le groupe, comme troisième talonneur derrière les tauliers Malcolm Marx et Bongi Mbonambi, vise avant tout à apporter son expérience et son état esprit au groupe sud-africain. Il est aligné lors des matchs de poule face à la Namibie et au Canada, et marque un essai lors de chaque match. Lors de la rencontre face au Canada, il est titularisé au poste inhabituel de Troisième ligne centre, tout en occupant la fonction de capitaine,. Son équipe remporte par la suite la compétition, et Brits devient le joueur le plus âgé à remporter une Coupe du monde. Il met un terme à sa carrière internationale dans la foulée du mondial.

### Avec les Barbarians
Schalk Brits joue son premier match avec les Barbarians en novembre 2007, face à l'équipe d'Afrique du Sud à Twickenham.
En 2013, il affronte avec les Barbarians les Lions britanniques à l'occasion de leur tournée en Australie. Lors du match, il s'accroche violemment avec son coéquipier en club Owen Farrell, ce qui lui vaut un carton jaune.
En mai 2017, il est sélectionné dans le groupe des Barbarians par Vern Cotter pour affronter l'Angleterre, le 28 mai à Twickenham puis l'Ulster à Belfast le 1er juin. Remplaçant lors du premier match, les Baa-Baas Britanniques s'inclinent finalement 28 à 14 face aux Anglais. Il n'est pas sur la feuille de match pour la victoire des Baa-Baas 43 à 28 en Irlande.

## Style de jeu
Schalk Brits est un talonneur au profil inhabituel, se basant davantage sur la vitesse et l'évitement, plutôt que sur l'affrontement physique comme c'est régulièrement la norme,. Il se distingue par sa vitesse de pointe importante, la qualité de ses crochets, ainsi que sa technique individuelle,. Ces caractéristiques l'ont amené à dépanner en troisième ligne plusieurs fois dans sa carrière. Brits cite l'international irlandais Keith Wood et le Springbok Uli Schmidt (en) comme ses inspirations pour joueur talonneur.
La principale limite de son jeu régulièrement citée, est son déficit de puissance par rapport à l'opposition. Il est plusieurs fois poussé à changer de poste, pour celui de troisième ligne ou même de centre, mais il a toujours refusé un repositionnement,.

## Palmarès

### En club
- Vainqueur de la Vodacom Cup en 2004 avec les Golden Lions.

- Finaliste du Championnat d'Angleterre en 2010 et 2014 avec les Saracens.
- Vainqueur du Championnat d'Angleterre en 2011, 2015, 2016 et 2018 avec les Saracens.
- Finaliste de la Coupe d'Europe en 2014 avec les Saracens.
- Vainqueur de la Coupe d'Europe en 2016 et 2017 avec les Saracens.

### En équipe nationale
- Vainqueur du Rugby Championship en 2019.
- Vainqueur de la Coupe du monde en 2019.

## Statistiques
Schalk Brits compte quinze sélections sous le maillot des Springboks, dont quatre titularisations. Il inscrit trois essais.
Il dispute une édition du Tri-nations en 2008, et une édition du Rugby Championship en 2019.